# إيثار (علم الأحياء)

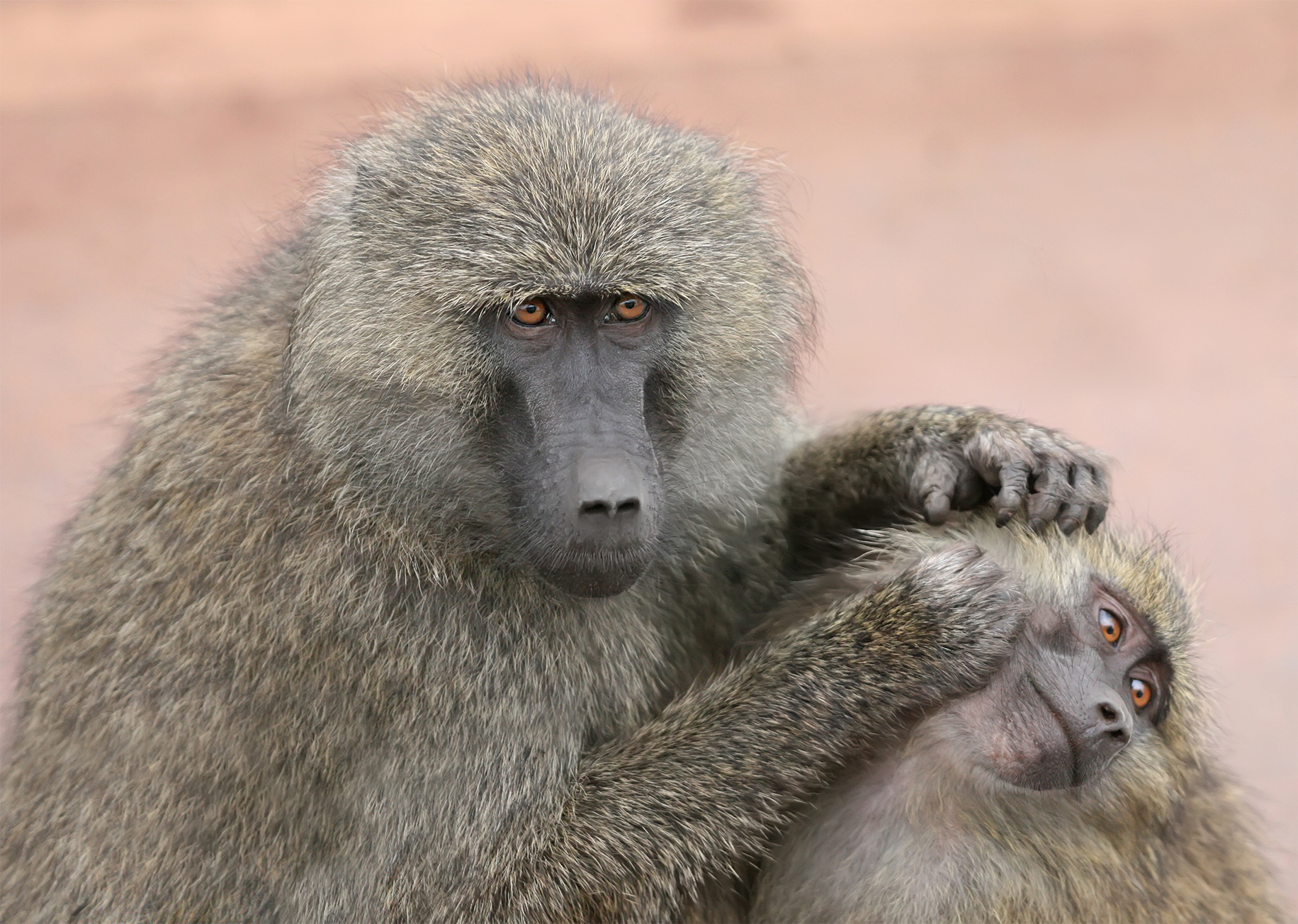
العناية بقرود الرباح الزيتوني

الإيثار في علم الأحياء، يشير إلى سلوك يقوم به فرد ما ويزيد من لياقة فرد آخر بينما يقلل من لياقته. يختلف الإيثار بهذا المعنى عن المفهوم الفلسفي للإيثار، حيث لا يمكن وصف الفعل بأنه "إيثاري" إلا إذا كان بنية واعية لمساعدة الآخرين. في المعنى السلوكي، لا يوجد مثل هذا الشرط. على هذا النحو، لا يُقيم من الناحية الأخلاقية - عواقب الفعل على اللياقة الإنجابية هي التي تحدد ما إذا كان الفعل يعتبر إيثارياً، وليس النوايا، إن وجدت، التي يُنفذ بها الفعل.
صاغ الفيلسوف الفرنسي أوغست كونت مصطلح "الإيثار" في اللغة الفرنسية، بصيغة "altruisme"، كمضاد لكلمة الأنانية (egoism). وقد اشتقه من الكلمة الإيطالية "altrui"، المشتقة بدورها من الكلمة اللاتينية "alteri"، والتي تعني "أشخاص آخرون" أو "شخص آخر".
تظهر السلوكيات الإيثارية بشكل أوضح في العلاقات الأسرية، مثل الأبوة والأمومة، ولكنها قد تكون واضحة أيضاً بين المجموعات الاجتماعية الأوسع، مثل الحشرات الاجتماعية. تسمح هذه السلوكيات للفرد بزيادة نجاح جيناته من خلال مساعدة الأقارب الذين يشاركونه تلك الجينات. الإيثار الإلزامي هو الفقدان الدائم للياقة المباشرة (مع احتمال لتحقيق مكاسب غير مباشرة في اللياقة). على سبيل المثال، قد يبحث نحل العسل العامل عن الطعام للمستعمرة. الإيثار الاختياري هو الفقدان المؤقت للياقة المباشرة (مع احتمال لتحقيق مكاسب غير مباشرة في اللياقة يليه التكاثر الشخصي). على سبيل المثال، قد يساعد طائر قيق شجيرات فلوريدا في العش، ثم يحصل على منطقة أبوية.

## ملخص
في علم سلوك الحيوان (دراسة السلوك)، وبشكل أعم في دراسة التطور الاجتماعي، تتصرف بعض الحيوانات في بعض الأحيان بطرق تقلل من لياقتها الفردية ولكنها تزيد من لياقة أفراد آخرين في الجماعة؛ وهذا تعريف وظيفي للإيثار. طُبق البحث في نظرية التطور على السلوك الاجتماعي، بما في ذلك الإيثار. يمكن تفسير حالات مساعدة الحيوانات للأفراد المرتبطة بها ارتباطًا وثيقًا عن طريق اختيار القرابة، ولا تعتبر إيثارًا حقيقيًا. بالإضافة إلى المجهودات البدنية التي تبذلها الأمهات في بعض الأنواع والآباء في بعض الأنواع الأخرى لحماية صغارهم، قد تحدث أمثلة قصوى على التضحية. أحد الأمثلة هو التهام الأم (استهلاك الأم من قبل نسلها) في العنكبوت ستيجوديفوس؛ ومثال آخر هو سماح عنكبوت ذكر لأنثى لقحتها بأن تأكله. تصف قاعدة هاميلتون فائدة هذا الإيثار من حيث معامل قرابة وسيوال رايت للمستفيد والفائدة الممنوحة للمستفيد ناقصة التكلفة التي يتكبدها المُضحي. إذا كان هذا المجموع أكبر من الصفر، فستنتج مكاسب للياقة من التضحية.
عندما لا يكون الإيثار الظاهر بين الأقارب، فقد يستند إلى المعاملة بالمثل. يقدم قرد ظهره لقرد آخر، والذي يلتقط الطفيليات؛ وبعد فترة تنعكس الأدوار. ستؤتي هذه المعاملة بالمثل ثمارها، من الناحية التطورية، طالما أن تكاليف المساعدة أقل من فوائد تلقي المساعدة وطالما أن الحيوانات لن تستفيد على المدى الطويل من "الغش" - أي تلقي الخدمات دون ردها. تناولت نظرية الألعاب التطورية هذا بالتفصيل، وتحديدًا معضلة السجينين كنظرية اجتماعية.

## التأثيرات في نظرية التطور

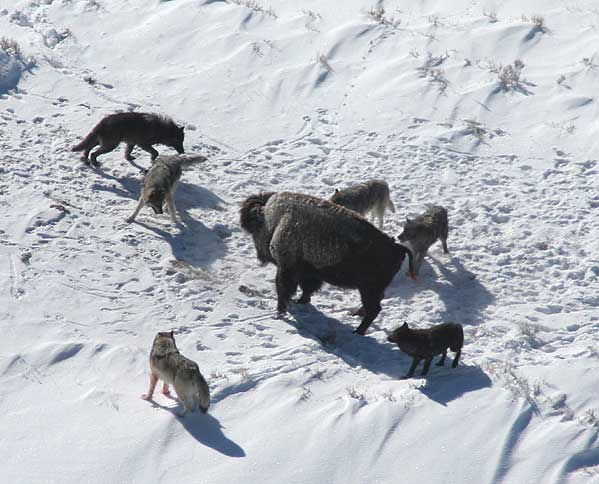
يتيح الصيد التعاوني للذئاب لهم التعامل مع فرائس أكبر حجمًا وأكثر تغذية من تلك التي يمكن لأي ذئب فردي التعامل معها. ومع ذلك، من الممكن أن يُستغل هذا التعاون من قبل أفراد أنانيين لا يعرضون أنفسهم لمخاطر الصيد، ولكنهم مع ذلك يشاركون في الغنائم.

إن وجود الإيثار في الطبيعة محير للوهلة الأولى، لأن السلوك الإيثاري يقلل من احتمالية تكاثر الفرد. فكرة أن اختيار المجموعة قد يفسر تطور الإيثار طرحها داروين نفسه لأول مرة في كتابه "أصل الإنسان والاختيار فيما يتعلق بالجنس" (1871). لقد كان لمفهوم اختيار المجموعة تاريخ متقلب ومثير للجدل في علم الأحياء التطوري، لكن تقليد "خير النوع" غير النقدي توقف فجأة في الستينيات، ويعزى ذلك إلى حد كبير إلى عمل جورج س. وليامز، وجون ماينارد سميث، وكذلك ريتشارد دوكينز. أشار هؤلاء المنظرون التطوريون إلى أن الانتقاء الطبيعي يؤثر على الفرد، وأن لياقة الفرد (عدد النسل وأحفاد النسل الذين ينتجهم مقارنة ببقية الجماعة) هي التي تحرك التطور. لا يمكن لميزة المجموعة (مثل الصيد في قطيع) التي تضر بالفرد (الذي قد يتأذى أثناء الصيد، بينما يمكنه تجنب الإصابة بالبقاء بعيدًا عن القطيع ولكن لا يزال يشارك في الغنائم) أن تتطور، لأن الفرد الأناني سيترك في المتوسط نسلًا أكثر من أولئك الذين ينضمون إلى القطيع ويعانون من الإصابات نتيجة لذلك. إذا كانت الأنانية وراثية، فسيؤدي ذلك في النهاية إلى أن تتكون الجماعة بأكملها من أفراد أنانيين. ومع ذلك، في الستينيات والسبعينيات ظهر بديل لنظرية "اختيار المجموعة". كانت هذه نظرية "اختيار الأقارب"، التي ترجع في الأصل إلى دابليو دي هاملتون. اختيار الأقارب هو مثال على التلاؤم الشامل، والتي تستند إلى فكرة أن الفرد يشترك في نصف جيناته فقط مع كل نسل، ولكن أيضًا مع كل شقيق كامل. من وجهة نظر علم الوراثة التطوري، من المفيد بنفس القدر المساعدة في تربية الأشقاء الكاملين كما هو الحال في إنتاج وتربية نسل الفرد. النشاطان متكافئان تطوريًا تمامًا. يمكن أن يتطور التكاثر التعاوني (أي مساعدة والدي الفرد في تربية الأشقاء - بشرط أن يكونوا أشقاء كاملين) دون الحاجة إلى الاختيار على مستوى المجموعة. اكتسب هذا بسرعة مكانة بارزة بين علماء الأحياء المهتمين بتطور السلوك الاجتماعي.
في عام 1971، قدم روبرت تريفيرس نظريته عن الإيثار المتبادل لشرح تطور المساعدة في عش زوجين من الطيور غير المرتبطين. لقد جادل بأن الفرد قد يتصرف كمساعد إذا كان هناك توقع احتمالي كبير بأن يتلقى المساعدة من المتلقين في تاريخ لاحق. ومع ذلك، إذا لم يبادل المتلقون بالمثل عندما كان ذلك ممكنًا، فسيتم إنهاء التفاعل الإيثاري مع هؤلاء المتلقين بشكل دائم. ولكن إذا لم يغش المتلقون، فإن الإيثار المتبادل سيستمر إلى أجل غير مسمى لصالح الطرفين. اعتبر الكثيرون هذا النموذج (مثل ويست إيبرهارد ودوكينز) غير مستقر تطوريًا لأنه عرضة للغزو من قبل الغشاشين لنفس السبب الذي يجعل الصيد التعاوني عرضة للغزو والاستبدال بالغشاشين. ومع ذلك، أشار تريفرز إلى لعبة معضلة السجين التي، بعد 10 سنوات، ستعيد الاهتمام بنظرية الإيثار المتبادل لتريفرز، ولكن تحت عنوان "العين بالعين".
في شكله الأصلي، وصفت لعبة معضلة السجين سجينين ينتظران المحاكمة، أ وب، يواجه كل منهما خيار خيانة الآخر أو التزام الصمت. تحتوي "اللعبة" على أربع نتائج محتملة: (أ) يخون كلاهما الآخر، ويُحكم على كلاهما بالسجن لمدة عامين؛ (ب) يخون أ ب، مما يؤدي إلى إطلاق سراح أ وسجن ب لمدة أربع سنوات؛ (ج) يخون ب أ، بنفس نتيجة (ب) باستثناء أن ب هو الذي يُطلق سراحه ويقضي الآخر أربع سنوات في السجن؛ (د) يلتزم كلاهما الصمت، مما يؤدي إلى الحكم على كل منهما بالسجن لمدة ستة أشهر. من الواضح أن (د) ("التعاون") هو أفضل استراتيجية متبادلة، ولكن من وجهة نظر الفرد، فإن الخيانة لا تقبل المنافسة (مما يؤدي إلى إطلاق سراحه، أو الحصول على حكم بالسجن لمدة عامين فقط). يؤدي التزام الصمت إلى الحكم بالسجن لمدة أربع سنوات أو ستة أشهر. يتضح هذا من خلال مثال آخر على معضلة السجين: يحضر غريبان مطعمًا معًا ويقرران تقسيم الفاتورة. سيكون أفضل تكتيك متبادل لكلا الطرفين هو طلب أرخص الأصناف في القائمة (التعاون المتبادل). ولكن إذا استغل أحد أعضاء المجموعة الموقف بطلب أغلى الأصناف، فمن الأفضل للعضو الآخر أن يفعل الشيء نفسه. في الواقع، إذا كانت شخصية رفيق العشاء مجهولة تمامًا، ومن غير المرجح أن يلتقي المتناولان مرة أخرى، فمن مصلحة المرء دائمًا أن يأكل بأغلى ما يمكن. تحدد المواقف في الطبيعة التي تخضع لنفس الديناميكيات (المكافآت والعقوبات) مثل معضلة السجين السلوك التعاوني: ليس من مصلحة لياقة الفرد أبدًا أن يتعاون، على الرغم من أن التعاون المتبادل يكافئ المتسابقين (معًا) بدرجة أعلى من أي استراتيجية أخرى. لا يمكن أن يتطور التعاون في ظل هذه الظروف.
ومع ذلك، في عام 1981، لاحظ أكسلرود وهاملتون أنه إذا التقى نفس المتسابقين في معضلة السجين بشكل متكرر (ما يسمى بلعبة معضلة السجين المتكررة)، فإن استراتيجية "العين بالعين" (التي تنبأ بها روبرت تريفر في نظرية الإيثار المتبادل) هي استراتيجية قوية تعزز الإيثار. في استراتيجية "العين بالعين"، تكون التحركات الافتتاحية لكلا اللاعبين هي التعاون. بعد ذلك، يكرر كل متسابق آخر حركة للاعب الآخر، مما يؤدي إلى تسلسل يبدو لا نهاية له من التحركات التعاونية المتبادلة. ومع ذلك، فإن الأخطاء تقوض بشدة فعالية استراتيجية "العين بالعين"، مما يؤدي إلى تسلسلات مطولة من الخيانة، والتي لا يمكن تصحيحها إلا بخطأ آخر. منذ هذه الاكتشافات الأولية، حُددت جميع استراتيجيات لعبة معضلة السجين المتكررة المحتملة الأخرى (16 احتمالًا في المجموع، بما في ذلك، على سبيل المثال، "العين بالعين الكريمة"، التي تتصرف مثل "العين بالعين"، باستثناء أنها تتعاون باحتمالية صغيرة عندما تكون آخر حركة للخصم هي "الخيانة".)، ولكن يمكن التفوق على جميعها من خلال واحدة على الأقل من الاستراتيجيات الأخرى، إذا تحول أحد اللاعبين إلى مثل هذه الاستراتيجية. والنتيجة هي أنه لا يوجد أي منها مستقر تطوريًا، وأي سلسلة مطولة من لعبة معضلة السجين المتكررة، التي تظهر فيها استراتيجيات بديلة بشكل عشوائي، تؤدي إلى تسلسل فوضوي لتغييرات الاستراتيجية التي لا تنتهي أبدًا.
لأن لعبة معضلة السجين المتكررة لم تقدم إجابة كاملة لتطور التعاون أو الإيثار، ظهرت تفسيرات بديلة عديدة.
هناك أوجه تشابه مذهلة بين الأفعال الإيثارية والزخارف الجنسية المبالغ فيها التي تعرضها بعض الحيوانات، ولا سيما أنواع معينة من الطيور، مثل الطاووس من بين حيوانات أخرى. كلاهما مكلف من حيث اللياقة البدنية، وكلاهما ظاهر بشكل عام لأفراد آخرين في الجماعة أو النوع. دفع هذا أموتز زهافي إلى اقتراح أن كلاهما قد يكون إشارات لياقة مستقرة تطوريًا بفعل قاعدة التعويق الخاص به. إذا كان للإشارة أن تظل موثوقة ومقاومة للتزييف بشكل عام، فيجب أن تكون الإشارة مكلفة تطوريًا. وبالتالي، إذا كان الكاذب (منخفض اللياقة) سيستخدم الإشارة عالية التكلفة، والتي أدت إلى تآكل خطير في لياقته الحقيقية، فسيجد صعوبة في الحفاظ على مظهر طبيعي. استعار زهافي مصطلح "قاعدة التعويق" من أنظمة المعاقين الرياضية. تهدف هذه الأنظمة إلى الحد من التفاوت في الأداء، وبالتالي جعل نتيجة المسابقات أقل قابلية للتنبؤ. في سباق الخيل المعاق، تُعطى الخيول الأسرع وزنًا أثقل لحمله تحت سروجها مقارنة بالخيول الأبطأ بطبيعتها. وبالمثل، في لعبة الجولف للهواة، يُطرح عدد أقل من الضربات من النتائج الأولية للاعبي الجولف الأفضل مقارنة باللاعبين الأقل موهبة. يرتبط العائق بالتالي بالأداء غير المعاق، مما يجعل من الممكن، إذا لم يكن المرء يعرف شيئًا عن الخيول، التنبؤ بالحصان غير المعاق الذي سيفوز بسباق مفتوح. سيكون الحصان المعاق بأكبر وزن في السرج. العوائق في الطبيعة مرئية للغاية، وبالتالي، فإن أنثى الطاووس، على سبيل المثال، ستكون قادرة على استنتاج صحة الذكر المحتمل عن طريق مقارنة عائقه (حجم ذيل الطاووس) مع عوائق الذكور الآخرين. يُعوض فقدان لياقة الذكر الناجم عن العائق بزيادة وصوله إلى الإناث، وهو بقدر ما يتعلق بالصحة. الفعل الإيثاري مكلف بالمثل بحكم تعريفه. وبالتالي، فإنه يشير أيضًا إلى اللياقة البدنية، ومن المحتمل أن يكون جذابًا للإناث مثل العائق الجسدي. إذا كان الأمر كذلك، فإن الإيثار يستقر تطوريًا عن طريق الانتقاء الجنسي.

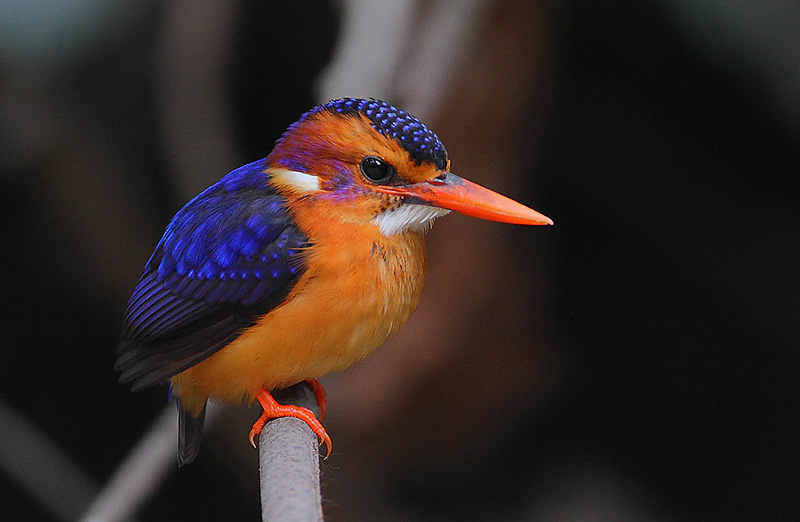
طائر الرفراف القزم الأفريقي، يظهر تفاصيل المظهر والتلوين التي يشترك فيها جميع طيور الرفراف القزم الأفريقي بدرجة عالية من الإخلاص.

هناك استراتيجية بديلة لتحديد الشركاء الأكفاء لا تعتمد على وجود حُلي جنسية مبالغ فيها أو عوائق أخرى لدى أحد الجنسين، ولكنها تنطبق عمومًا على معظم المخلوقات الجنسية إن لم يكن جميعها. وهي مستمدة من المفهوم القائل بأن التغيير في المظهر والوظائف الناجم عن طفرة غير صامتة سيبرز عمومًا في الجمهرة. وذلك لأن هذا المظهر والوظائف المتغيرة ستكون غير عادية وغريبة ومختلفة عن القاعدة داخل تلك الجمهرة. تتكون القاعدة التي تحُكم على هذه السمات غير العادية على أساسها من السمات اللائقة التي حققت أغلبيتها من خلال الانتخاب الطبيعي، في حين أن السمات الأقل تكيفًا ستكون في الأقلية أو نادرة بصراحة. نظرًا لأن الغالبية العظمى من السمات الطافرة غير متكيفة، ومن المستحيل التنبؤ بالاتجاه المستقبلي للتطور، فمن المتوقع أن تفضل المخلوقات الجنسية الشركاء الذين لديهم أقل عدد ممكن من السمات غير العادية أو الأقلية. سيكون لهذا تأثير على الجمهرة الجنسية في التخلص بسرعة من السمات المظهرية الطرفية وتوجيه المظهر والسلوك الخارجيين بالكامل بحيث يبدأ جميع أفراد تلك الجمهرة في الظهور متشابهين بشكل ملحوظ في كل التفاصيل، كما هو موضح في الصورة المصاحبة لرفراف أفريقي قزم، Ispidina picta. بمجرد أن تصبح الجمهرة متجانسة في المظهر كما هو معتاد في معظم الأنواع، ستجعل ذخيرتها الكاملة أيضًا من السلوكيات مستقرة تطوريًا، بما في ذلك أي خصائص إيثارية وتعاونية واجتماعية. وبالتالي، في مثال الفرد الأناني الذي يتخلف عن بقية مجموعة الصيد، ولكنه مع ذلك ينضم إلى الغنائم، سيُعرف هذا الفرد على أنه مختلف عن القاعدة، وبالتالي سيجد صعوبة في جذب رفيق. لذلك سيكون لجيناته احتمال ضئيل جدًا للانتقال إلى الجيل التالي، وبالتالي تحقيق الاستقرار التطوري للتعاون والتفاعلات الاجتماعية على أي مستوى من التعقيد هو القاعدة في تلك الجمهرة.
خلافًا للعقيدة السائدة، أظهرت مقالة نُشرت مؤخرًا باستخدام نماذج قائمة على الوكيل أن العديد من الآليات الحاسمة، مثل اختيار القرابة والعقاب والاختيار متعدد المستويات والهيكل المكاني، لا يمكنها إنقاذ تطور التعاون. تعيد النتائج الجديدة إحياء لغز قائم منذ فترة طويلة في نظرية التطور. بالإضافة إلى ذلك، فإن العمل له فوائد علاجية محتملة للعديد من الأمراض المستعصية.

## آليات المعاملة بالمثل
يصف الإيثار في الحيوانات مجموعة من السلوكيات التي تؤديها الحيوانات والتي قد تكون في غير صالحها ولكنها تفيد الآخرين. تُقاس التكاليف والفوائد من حيث اللياقة الإنجابية، أو العدد المتوقع للنسل. وبالتالي، من خلال التصرف بالإيثار، يقلل الكائن الحي من عدد النسل الذي من المحتمل أن ينتجه بنفسه، ولكنه يزيد من احتمالية إنتاج الكائنات الأخرى للنسل. هناك أشكال أخرى من الإيثار في الطبيعة بخلاف سلوك تحمل المخاطر، مثل الإيثار المتبادل. هذا المفهوم البيولوجي للإيثار ليس مطابقًا للمفهوم الإنساني اليومي. بالنسبة للبشر، لا يمكن تسمية الفعل بأنه "إيثاري" إلا إذا عُمل به بقصد واعٍ لمساعدة الآخرين. ومع ذلك، في المعنى البيولوجي لا يوجد مثل هذا الشرط. بدلاً من ذلك، وإلى أن نتمكن من التواصل مباشرة مع الأنواع الأخرى، فإن النظرية الدقيقة لوصف الأفعال الإيثارية بين الأنواع هي نظرية السوق البيولوجية. يتبادل البشر والحيوانات الأخرى الفوائد بعدة طرق، تُعرف تقنيًا باسم آلية المعاملة بالمثل. بغض النظر عن الآلية، فإن القاسم المشترك هو أن الفوائد تجد طريقها للعودة إلى المعطي الأصلي.

### قائم على التماثل
يعرف أيضًا باسم "نظام الأصدقاء"، والمودة المتبادلة بين طرفين تحفز سلوكًا مشابهًا في كلا الاتجاهين دون الحاجة إلى تتبع الأخذ والعطاء اليومي، طالما أن العلاقة العامة تظل مرضية. هذه واحدة من أكثر آليات المعاملة بالمثل شيوعًا في الطبيعة، وهذا النوع موجود في البشر والرئيسيات والعديد من الثدييات الأخرى.

### قائم على الموقف
يُعرف أيضًا باسم، "إذا كنت لطيفًا، فسأكون لطيفًا أيضًا." آلية المعاملة بالمثل هذه مشابهة لطريقة الإرشاد للقاعدة الذهبية، "عامل الآخرين بالطريقة التي ترغب أن يعاملوك بها." يعكس الطرفان مواقف بعضهما البعض، ويتبادلان المجاملات على الفور. تحدث المعاملة بالمثل الفورية القائمة على الموقف بين القرود، وغالبًا ما يعتمد عليها الناس مع الغرباء والمعارف.

### محسوب
يُعرف أيضًا باسم، "ماذا فعلت من أجلي مؤخرًا؟" يحتفظ الأفراد بسجل للفوائد التي يتبادلونها مع شركاء معينين، مما يساعدهم على تحديد من سيردون له الجميل. هذه الآلية نموذجية للشمبانزي وشائعة جدًا بين العلاقات الإنسانية. ومع ذلك، تشير بعض الأبحاث التجريبية المعارضة إلى أن المعاملة بالمثل المحسوبة أو المشروطة لا تنشأ تلقائيًا في البيئات التجريبية المختبرية، على الرغم من أنماط السلوك.

## نظرية السوق البيولوجية
تعتبر نظرية السوق البيولوجية امتدادًا لفكرة الإيثار المتبادل، كآلية لتفسير أفعال الإيثار بين الأفراد غير المرتبطين في نظام أكثر مرونة لتبادل السلع. استخدم رونالد نوي وهامرشتاين مصطلح "السوق البيولوجية" لأول مرة في عام 1994 للإشارة إلى جميع التفاعلات بين الكائنات الحية التي تعمل فيها الكائنات الحية المختلفة كـ "تجار" يتبادلون السلع والخدمات مثل الطعام والماء، والتنظيف المتبادل، والنداءات التحذيرية، والمأوى، وما إلى ذلك. تتكون نظرية السوق البيولوجية من خمس خصائص رسمية تقدم أساسًا للإيثار
1. تُبادل السلع بين الأفراد الذين يختلفون في درجة السيطرة على تلك السلع.
2. اختيار الشركاء التجاريين من بين عدد من الشركاء المحتملين.
3. هناك منافسة بين أفراد الطبقة المختارة ليكونوا الشريك الأكثر جاذبية. تتسبب هذه المنافسة عن طريق "المزايدة" في زيادة قيمة السلعة المعروضة.
4. يحدد العرض والطلب القيمة المقايضة للسلع المتبادلة.
5. يمكن الإعلان عن السلع المعروضة. كما هو الحال في الإعلانات التجارية، هناك احتمال لوجود معلومات خاطئة.[43]

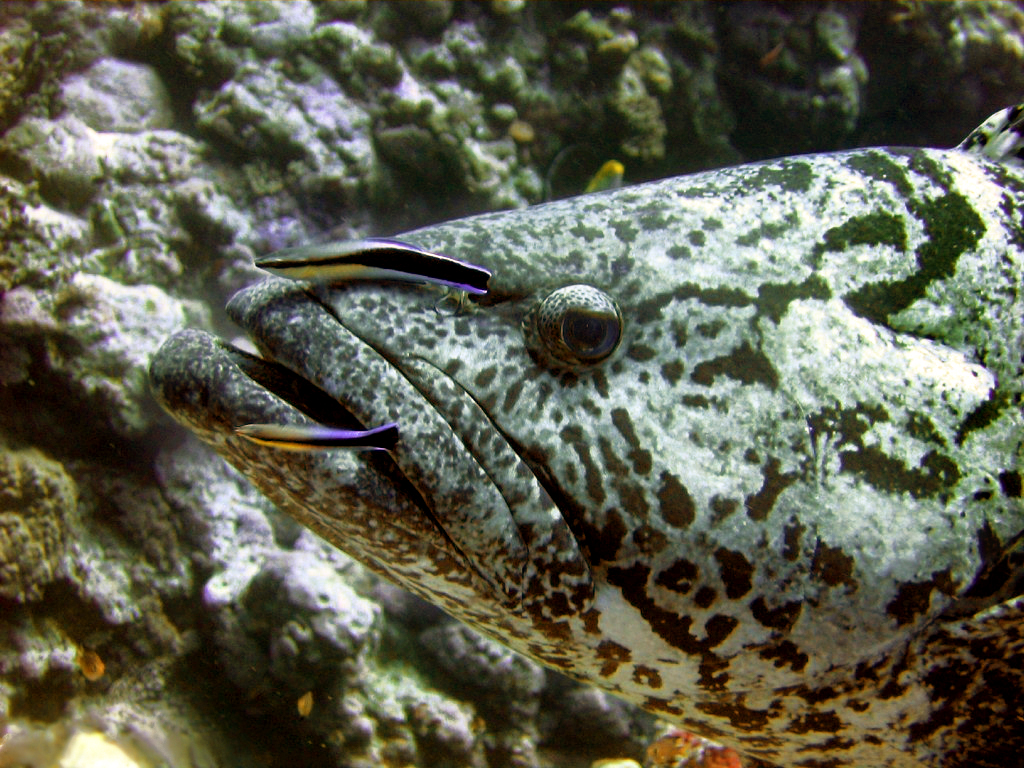
سمكتان منظفتان من نوع بلوستريك تنظفان سمكة هامور البطاطس

تتجلى إمكانية تطبيق نظرية السوق البيولوجية بتركيزها على اختيار الشريك في التفاعلات بين سمكة الكيدميات وأسماك المرجان "الزبائن". تمتلك أسماك التنظيف مناطق صغيرة، تزورها غالبية أنواع أسماك الشعاب المرجانية بنشاط لدعوة فحص سطحها وخياشيمها وفمها. تستفيد الزبائن من إزالة الطفيليات بينما تستفيد أسماك التنظيف من الوصول إلى مصدر غذائي. تتمتع بعض أنواع الزبائن المنتقين بشكل خاص بنطاقات منزلية كبيرة تغطي العديد من محطات التنظيف، في حين أن زبائن آخرين لديهم نطاقات صغيرة ولا يمكنهم الوصول إلا إلى محطة تنظيف واحدة فقط (الزبائن المقيمين). كشفت الملاحظات الميدانية والتجارب الميدانية والمخبرية أن ما إذا كان لدى الزبون خيارات للاختيار يؤثر على جوانب عديدة من سلوك كل من المنظف والزبون. يمنح المنظفون الزبائن المنتقين أولوية الوصول. يقوم الزبائن المنتقون بتبديل الشركاء إذا غشهم منظف عن طريق أخذ قضمة من المنظف، بينما يعاقب الزبائن المقيمون الغش. يبني المنظفون والزبائن المقيمون علاقات قبل حدوث تفاعلات التنظيف الطبيعية، على عكس الزبائن المنتقين. يكون المنظفون متعاونين بشكل خاص إذا كان الزبائن المنتقون متفرجين على التفاعل ولكن بدرجة أقل عندما يكون الزبائن المقيمون متفرجين.
اختبر الباحثون ما إذا كانت ذكور جبون اليد البيضاء البرية من حديقة خاو ياي الوطنية في تايلاند تزيد من نشاط التزين عندما تكون الأنثى الشريكة خصبة. الإناث البالغات والذكور في مجتمع الدراسة لديهم متساوون في الهيمنة (من حيث العدوانية)، ويعيشون في أزواج أو مجموعات صغيرة متعددة الذكور ويتزاوجون بشكل عشوائي. ووجدوا أن الذكور تزين الإناث أكثر من العكس وتُبادل المزيد من التزين عندما تكون الإناث في دورة الشبق مقارنة بفترة الحمل أو الرضاعة. ازداد عدد الجماع/يوم عندما كانت الإناث في دورة الشبق، وكانت الإناث تجامع الذكور بشكل متكرر في الأيام التي تتلقى فيها المزيد من التزين. عندما زاد الذكور من جهود التزين، زادت الإناث أيضًا من تزين الذكور، ربما لمعادلة الأخذ والعطاء. على الرغم من أن التزين قد عُمل بالمثل بسبب الفوائد الجوهرية لتلقي التزين، إلا أن الذكور يتبادلون التزين أيضًا كسلعة للفرص الجنسية خلال فترة خصوبة الأنثى.

## أمثلة في الفقاريات

### الثدييات
- تُحضر الذئاب والكلاب البرية اللحوم إلى أفراد المجموعة غير الموجودين عند عملية القتل؛ وفي الظروف القاسية، يحصل الزوجان المتكاثران من الذئاب على الحصة الأكبر لمواصلة إنتاج الجراء.[47][48]
- تدعم النمسيات الحيوانات المسنة أو المريضة أو المصابة.[49]
- غالبًا ما يكون لحيوان السرقاط فرد يقف حارسًا للتحذير بينما يتغذى البقية في حالة هجوم حيوان مفترس.[50]
- تُعلم حيوانات الراكون أفراد نوعها عن مناطق التغذية عن طريق الروث المتروك في مراحيض مشتركة بشكل شائع. لوحظ استخدام نظام معلومات مماثل من قبل الغربان الشائعة.[51]
- تهدد ذكور قرود البابون الحيوانات المفترسة وتغطي المؤخرة أثناء تراجع المجموعة.[52]
- تتقاسم القرود العليا والشمبانزي التي لديها طعام طعامها مع الآخرين في المجموعة استجابةً للإشارة. يساعد الشمبانزي البشر وأفراد نوعه دون أي مكافأة في المقابل.[53][54][55]
- لوحظ أن حيوانات البونوبو تساعد حيوانات البونوبو المصابة أو العاجزة.[56]
- عادةً ما تتقيأ الخفافيش مصاصة الدماء الدم لمشاركته مع رفقاء المجثم غير المحظوظين أو المرضى الذين لم يتمكنوا من العثور على وجبة، وغالبًا ما يشكلون نظام الأصدقاء.[57][58]
- تطلق قرود هجرس أخيضر نداءات إنذار لتحذير القرود الأخرى من وجود الحيوانات المفترسة، على الرغم من أنها بذلك تجذب الانتباه إلى نفسها، مما يزيد من فرصتها الشخصية في التعرض للهجوم.[59]
- تعتني حيوانات الليمور من جميع الأعمار ومن كلا الجنسين بالصغار غير المرتبطة بها.[60]
- تدعم الدلافين الأفراد المرضى أو المصابين في مجموعتها، وتسبح تحتهم لساعات في كل مرة وتدفعهم إلى السطح حتى يتمكنوا من التنفس.[61]
- شوهد حيوان الفظ يتبنى الأيتام الذين فقدوا آبائهم بسبب الحيوانات المفترسة.
- ينقذ الجاموس الإفريقي فردًا من القطيع أسره حيوان مفترس.[62]
- لوحظ أن جمل البحر تحمي أنواعًا أخرى من الحيتان القاتلة.[63]
- لوحظ أن خيول برجفالسكي الذكور تنخرط في سلوك التدخل عندما يتعرض أفراد مجموعتها للتهديد. لم يميزوا بين أفراد المجموعة الأقارب وغير الأقارب. لقد اُفترض أنهم قد يفعلون ذلك لتعزيز تماسك المجموعة وتقليل الاضطراب الاجتماعي داخل المجموعة.[64]

### الطيور
- في العديد من أنواع الطيور، يتلقى الزوجان المتكاثران الدعم في تربية صغارهما من طيور "مساعدة" أخرى، بما في ذلك المساعدة في إطعام فراخهما. بل إن بعضها يذهب إلى حد حماية صغار طيور غير قريبة من الضواري.[65][66]

### السمك
- يعيش نوع الأسماك هارباغيفر بيسبينيس في مجموعات اجتماعية في البيئة القاسية لشبه الجزيرة القطبية الجنوبية. إذا اُزيل الوالد الذي يحرس عش البيض، فعادةً ما يقوم ذكر بديل غير قريب من الوالدين بحراسة العش من الضواري ويمنع النمو الفطري الذي قد يقتل الصغار. لا توجد فائدة واضحة للذكر، لذا يمكن اعتبار هذا الفعل إيثارًا.[67]

## أمثلة في اللافقاريات
- يُطلق بعض النمل الأبيض، مثل غلوبيتيرم سلفوريوس والنمل، مثل كامبونوتوس سوندرسي إفرازًا لزجًا عن طريق تمزق قاتل لغدة متخصصة. هذا الانتحار يدافع بإيثار عن المستعمرة على حساب الحشرة الفردية. يمكن أن يُعزى ذلك إلى حقيقة أن النمل يتشارك جيناته مع المستعمرة بأكملها، وبالتالي فإن هذا السلوك مفيد من الناحية التطورية (ليس بالضرورة للنملة الفردية ولكن لاستمرار تركيبتها الجينية).[68]
- سينالفيوس ريجاليس هو نوع من الروبيان البحري المتكافل الاجتماعي الذي يعيش في الإسفنج في الشعاب المرجانية. يعيشون في مستعمرات تتكون من حوالي 300 فرد مع أنثى واحدة متكاثرة.[69] يدافع أعضاء المستعمرة الآخرون عن المستعمرة ضد المتطفلين، ويبحثون عن الطعام، ويعتنون بالصغار. يستلزم التكافل الاجتماعي في هذا النظام تقسيمًا تكيفيًا للعمل مما يؤدي إلى زيادة الناتج التناسلي للمربين وفوائد اللياقة الشاملة للمساعدين غير المتكاثرين.[70] يتمتع سينالفيوس ريجاليس بتسامح استثنائي تجاه الأنواع الأخرى داخل مستعمراته بسبب القرابة الجينية الوثيقة بين أفراد العش. تكشف بيانات الإنزيمات المتجانسة أن معامل الارتباط داخل المستعمرات عالية، مما يشير إلى أن المستعمرات في هذا النوع تمثل مجموعات قرابة وثيقة. إن وجود مثل هذه المجموعات هو شرط أساسي مهم لتفسيرات التطور الاجتماعي القائمة على اختيار القرابة.[71][72]

## أمثلة في الطلائعيات
يوجد مثال على الإيثار في العفونات الغروية الخلوية، مثل ديكتيوستيليوم موكورويديس. تعيش هذه الطلائعيات كأميبات فردية حتى تجوع، وعند هذه النقطة تتجمع وتشكل جسمًا ثمريًا متعدد الخلايا حيث تضحي بعض الخلايا بنفسها لتعزيز بقاء الخلايا الأخرى في الجسم الثمري.

## أمثلة في النباتات
عندما يتعلق الأمر بالإيثار في التعرف على الأقارب/غير الأقارب، ركزت دراسات قليلة على هذه السمة في المحاصيل. على الرغم من أن معظم المحاصيل تنمو في مزارع أحادية، إلا أن هناك أدلة على أنها قادرة على التعرف على الأقارب والسلالات الأخرى. على سبيل المثال، استطاعت نباتات فول الصويا المستزرعة التعرف على سلف بعيد وجيران غير ذوي صلة. في تلك التجربة، زُرعت النباتات في مجموعات من حيث علاقتها ببعضها البعض (نفس السلالة أو سلالة مختلفة) في أوعية وقيس الكتلة الحيوية للسيقان والأوراق والجذور لمعرفة كيفية استجابة النباتات للنمو بجوار الأقارب أو غير الأقارب. المحاصيل، على عكس النباتات البرية، مستزرعة بشكل كبير. وبالتالي، يمكن تربية سمات مثل الإيثار فيها من خلال اختيار السمة. في الزراعة، يُركز على أهمية المحصول، لذلك فإن تربية سلالات المحاصيل لتفضيل الإيثار يمكن أن يقلل من القدرة التنافسية ويزيد من المحصول. لقد تبين أن استخدام الانتخاب الجماعي في وقت مبكر من عملية التربية ينتخب ضد الإيثار في الفرد، ولكن استخدام الانتخاب الفردي والجماعي المختلط يفضل الإيثار.

## روابط خارجية
- الإيثار البيولوجي
- الاتحاد الدولي لدراسة الحشرات الاجتماعية
- دليل سريع: اختيار الأقارب (علم الأحياء الحالي)
- دليل سريع: الإيثار (علم الأحياء الحالي)
- "الغرائز البشرية" مقالة عن رعاية الكلاب لصغار الأنواع الأخرى (القطط، النمور، وما إلى ذلك).